# Родалбен
Родалбен (њем. Rodalben) град је у њемачкој савезној држави Рајна-Палатинат. Једно је од 84 општинска средишта округа Југозападни Палатинат. Према процјени из 2010. у граду је живјело 7.293 становника. Посједује регионалну шифру (AGS) 7340038.

## Географски и демографски подаци
Родалбен се налази у савезној држави Рајна-Палатинат у округу Југозападни Палатинат. Град се налази на надморској висини од 256 метара. Површина општине износи 15,7 km². У самом граду је, према процјени из 2010. године, живјело 7.293 становника. Просјечна густина становништва износи 465 становника/km².

## Међународна сарадња
| Мјесто | Држава    | Врста сарадње | Од    |
| ------ | --------- | ------------- | ----- |
|        | Француска | контакт       | 1987. |
| Извор  |           |               |       |